# Konak de la princesse Ljubica à Belgrade
Le konak de la princesse Ljubica ou résidence de la princesse Ljubica (en serbe cyrillique : Конак кнегиње Љубице ; en serbe latin : Konak kneginje Ljubice) est un konak et un musée de Belgrade, la capitale de la Serbie. Il est situé au 8, rue Kneza Sime Markovića. En raison de son importance, ce konak est inscrit sur la liste des monuments culturels d'importance exceptionnelle de la république de Serbie (identifiant no SK 2) et sur la liste des biens culturels de la ville de Belgrade.

## Histoire

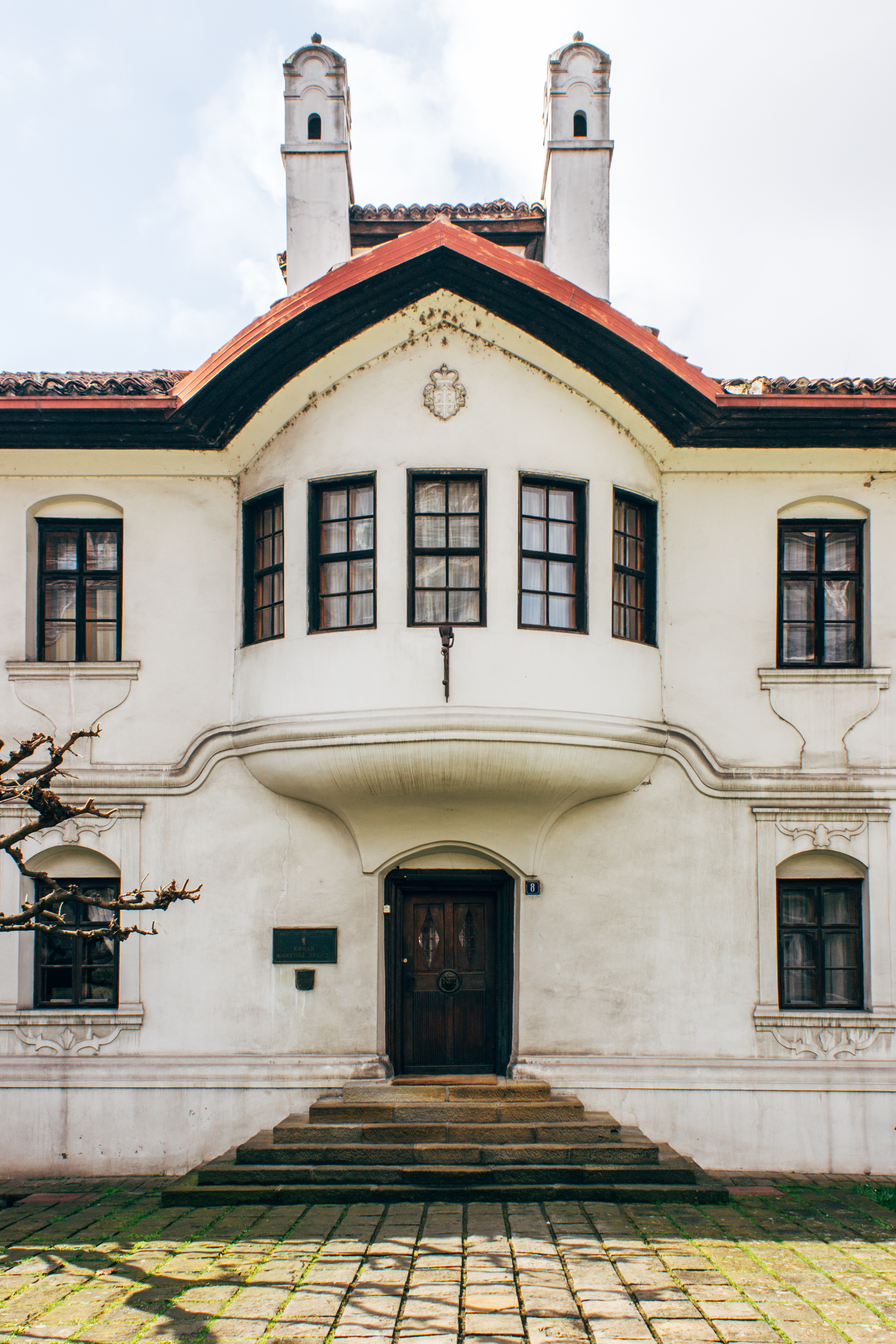
Détail de l'entrée

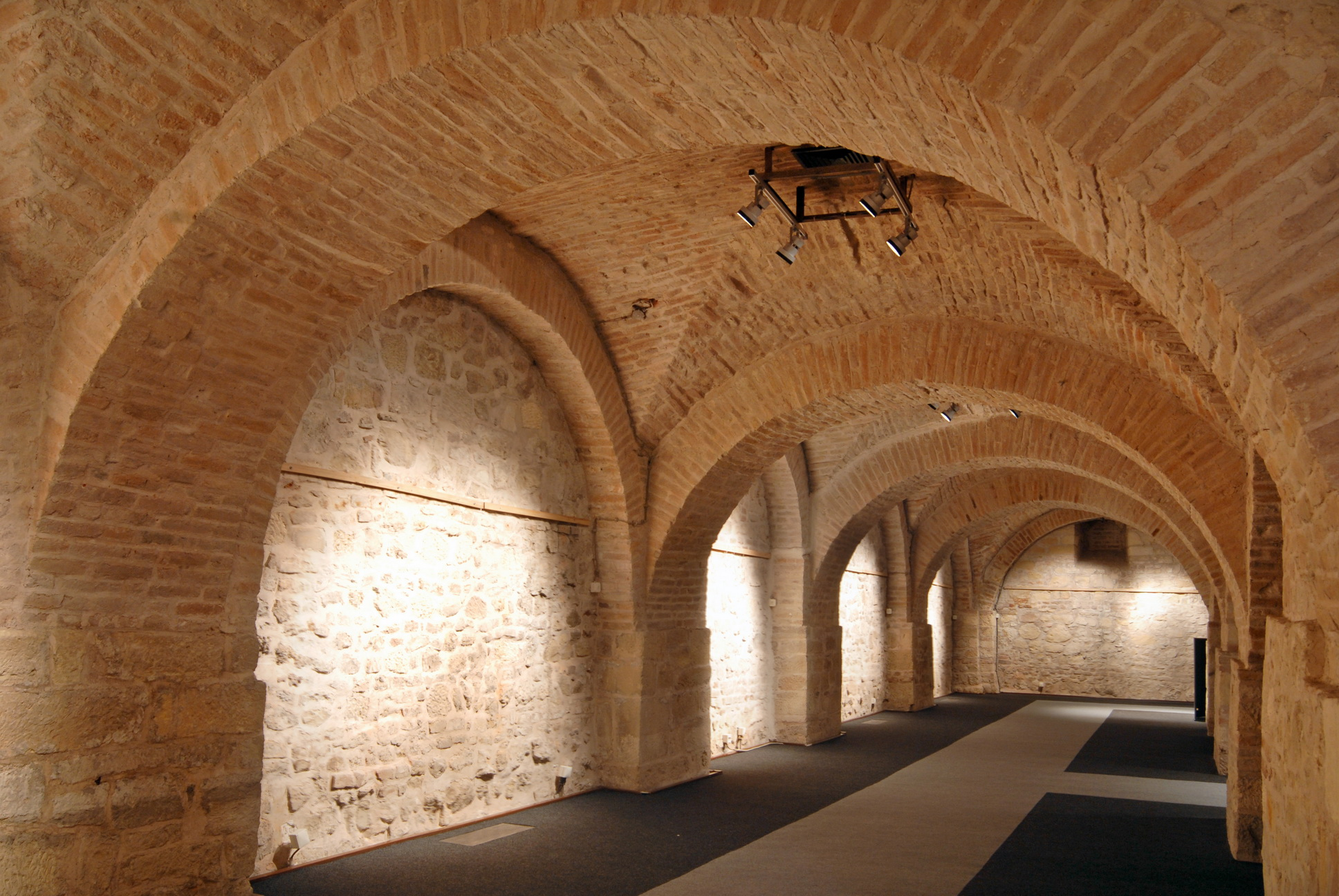
Le sous-sol du konak

La résidence de la princesse Ljubica se situe à l’angle des rues Kneza Sime Markovića et Kralja Petra, dans une des parties les plus anciennes de la ville de Belgrade.
Bâtie entre 1829 et 1830, elle constitue un exemple représentatif de l’architecture civile de la première moitié du XIXe siècle à Belgrade. Elle a été construite dans la période entre 1829 et 1830 sur des plans de l'architecte Hadži Nikola Živković, le pionnier de l'architecture de la Serbie nouvelle, dans un style serbo-balkanique, pour servir de résidence officielle au prince Miloš Obrenović et à sa famille.

## Architecture
La base de la résidence est de forme rectangulaire. Elle s'élève sur trois niveaux : un sous-sol, un rez-de-chaussée et un étage. Le sous-sol est couvert de voûtes ; le rez-de-chaussée et l'étage ont été construits en utilisant une maçonnerie traditionnelle en briques et une maçonnerie à colombage avec un cadre en bois rempli de briques. Le toit en croupe est recouvert de tuiles et il est dominé par un dôme octogonal et par huit cheminées.
Le rez-de-chaussée et le premier étage disposent d'un couloir central autour duquel sont disposées les autres pièces, selon un concept oriental traditionnel qui a évolué à partir des cours intérieures fermées. Aux deux étages se trouvent une « divanhana », c'est-à-dire une salle ornée d'un sofa qui servait de salle à manger ou de salon de réception. Celle du rez-de-chaussée est séparée du reste de l’espace par deux marches et bordée par des piliers en bois reliés par des parapets ; à côté se trouvent de larges escaliers donnant sur le jardin. Celle de l'étage, orientée, vers la rue, est plus intime.

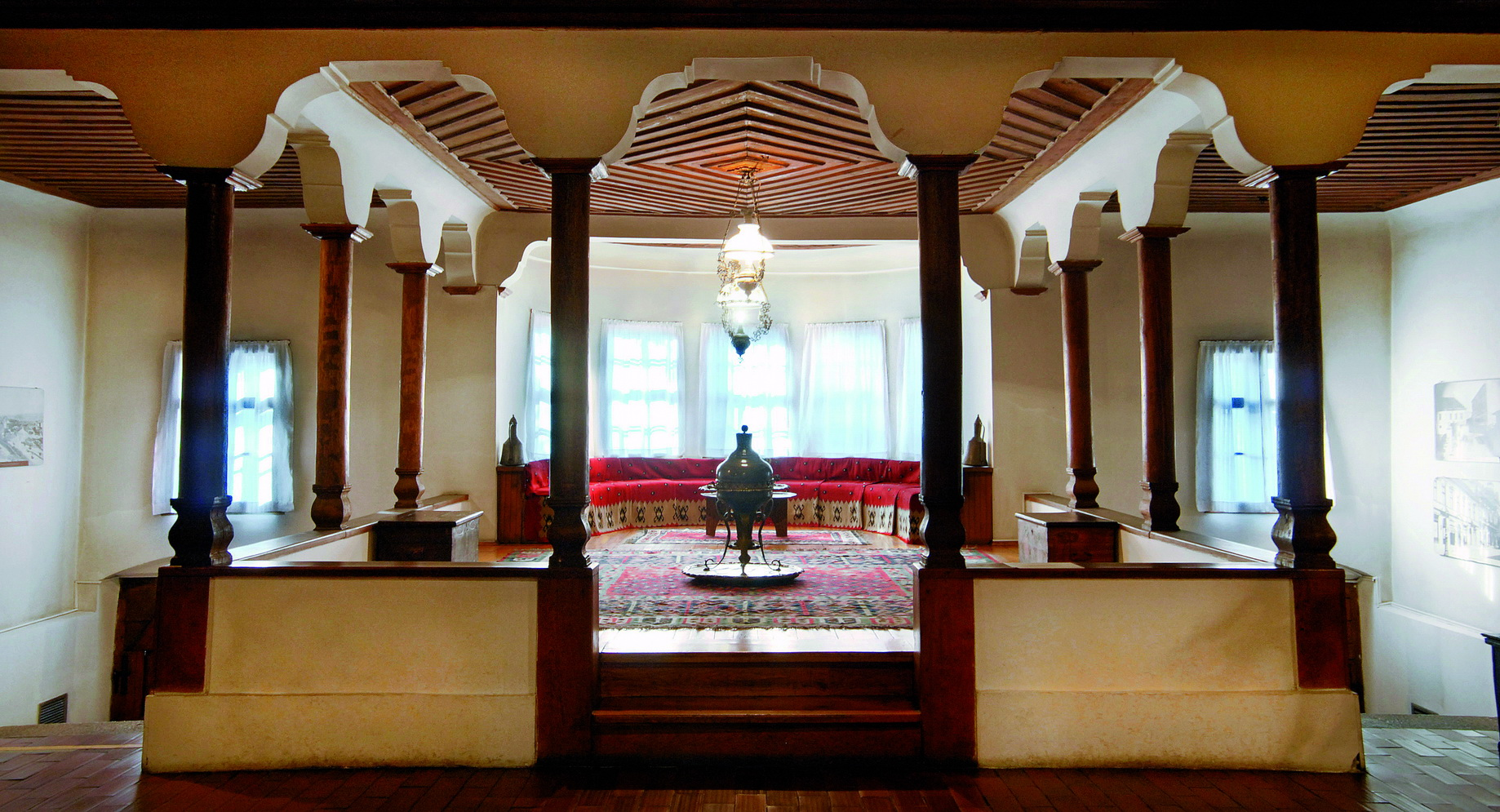
La divanhana du rez-de-chaussée

Bien que l'organisation de l'espace repose sur la tradition orientale, la résidence de la princesse Ljubica représente un tournant dans l’architecture de Belgrade car, par son aspect extérieur et ses éléments décoratifs, elle suggère en grande partie l’influence de l’architecture européenne. Cette influence est particulièrement évidente dans les façades en retrait, les lignes de toiture, le dôme et les cheminées, ainsi que dans les détails mineurs du traitement architectural des façades, notamment les pilastres, la finition des fenêtres et les corniches moulurées. Les baies vitrées de la façade, habituellement rectangulaires, ont une forme demi-circuclaire.

## Musée
La résidence constitue aujourd'hui un des sites du musée de la ville de Belgrade. Il abrite des œuvres d'art et des objets relevants des arts appliqués caractéristiques de la vie de la haute bourgeoisie du XIXe siècle, ayant notamment appartenu à la dynastie des Obrenović.

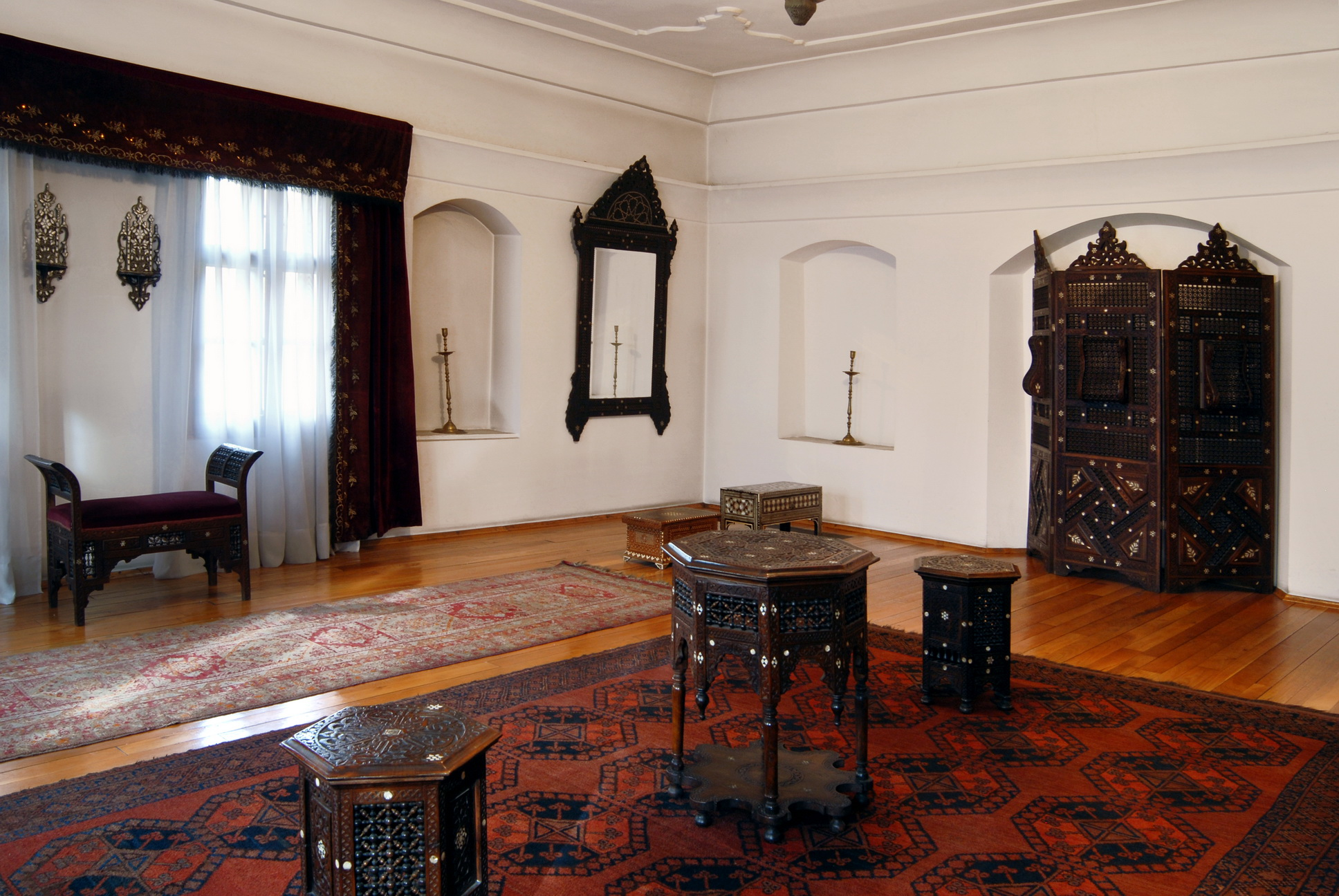
L'intérieur de la résidence (musée)
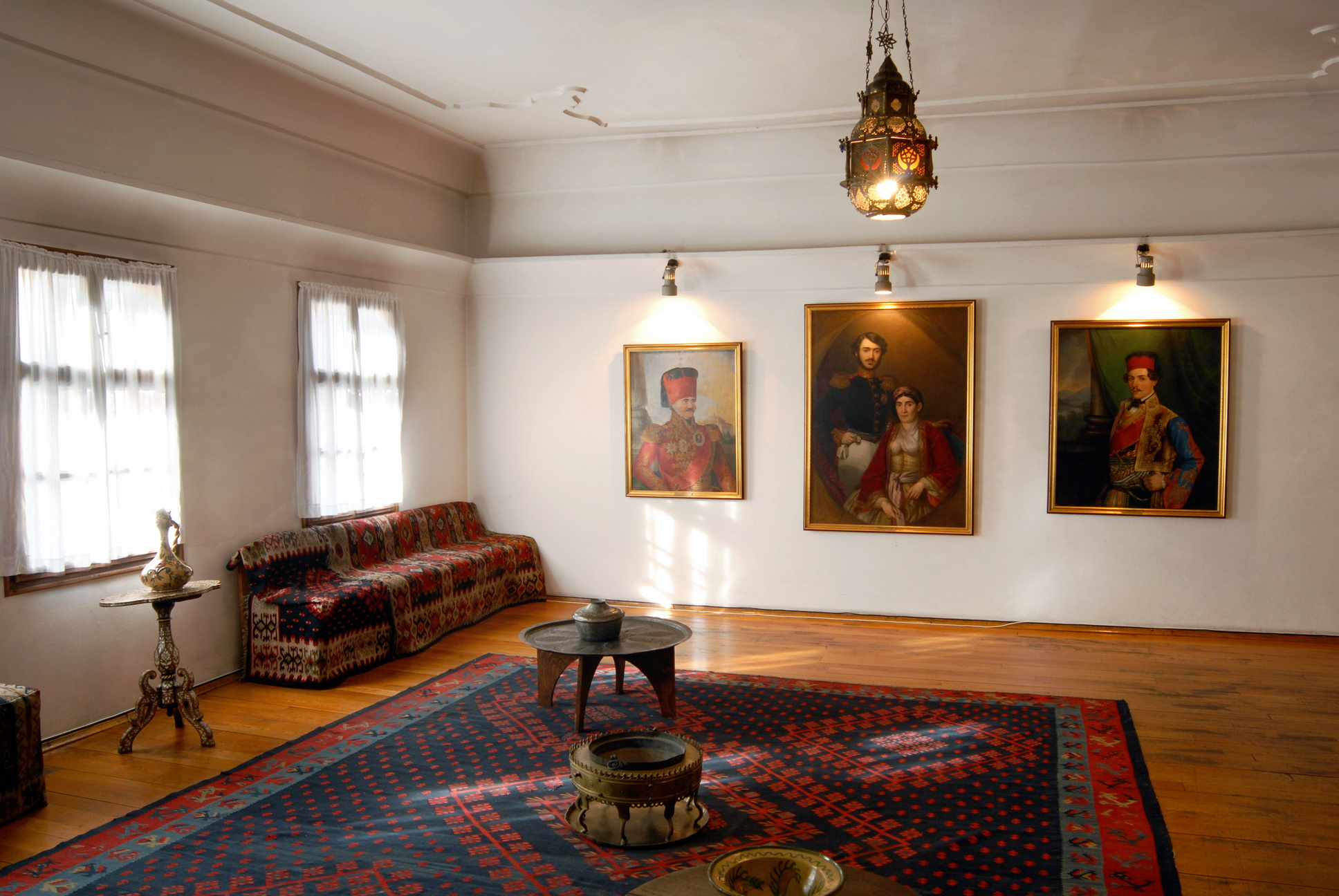
L'intérieur de la résidence (musée)